# Онше (Андр-е-Лоа)
Онше (фр. Anché (Indre-et-Loire)) је насељено место у Француској у региону Центар, у департману Ендр и Лоара.
По подацима из 2011. године у општини је живело 423 становника, а густина насељености је износила 52,94 становника/km².

## Демографија
| 1962. | 1968. | 1975. | 1982. | 1990. | 2011. |
| ----- | ----- | ----- | ----- | ----- | ----- |
| 475   | 429   | 363   | 367   | 347   | 423   |